# Xu Wenyu
Xu Wenyu, född den 6 december 1995, är en kinesisk landhockeyspelare.

## Karriär
Xu Wenyu ingick i det kinesiska lag som spelade landhockey vid OS 2020 och som tog silver i landhockey vid OS 2024.